# Сергиевка (Краснояружский район)
Сергиевка — посёлок в Краснояружском районе Белгородской области России. Административный центр Сергиевского сельского поселения.

## География
Село расположено в западной части Белгородской области, в 5 км к югу от районного центра Красной Яруги.

## История
С июля 1928 года село Сергиевка числилось в Ракитянском районе — как центр Сергиевского сельсовета.
В 1929 году в Сергиевке был создан колхоз, объединивший 170 дворов.
В январе 1935 году был образован Краснояружский район и Сергиевский сельсовет перешел в его состав.
В декабре 1962 году Краснояружский район «ликвидировали», Сергиевский сельсовет возвратился в Ракитянский район.
С 2010 года село Сергиевка — центр Сергиевского сельского поселения (включающего 2 села, 3 поселка и 3 хутора) Краснояружского района.

## Население
X ревизия в 1858 году записала в слободе Сергиевке «173 души мужскаго пола», принадлежавшие графу Шереметеву.
По сведениям «местного исследования, произведенного в августе и сентябре 1884 года»: Грайворонского уезда Краснояружской волости слобода Сергиевка — 70 дворов «крестьян соб. б. графа Шереметева», 489 жителей (256 мужчин, 233 женщины), грамотных 13 мужчин из 12 семей, школа в 10 верстах.
В 1890 году в Сергиевке Краснояружской волости — 529 жителей (279 мужчин, 250 женщин).
На 1 января 1932 года в Сергиевке насчитывалось 933 жителя.
По данным переписей населения в Сергиевке на 17 января 1979 года — 275 жителей, на 12 января 1989 года — 224 (97 мужчин, 127 женщин), на 1 января 1994 года — 116 хозяйств и 257 жителей.
В 2001 году в Сергиевке — 277 жителей, в 2002 году — 324, в 2006 году — 310, в 2007 году — 305, в 2009 году — 319.
| 2002 | 2010 |
| ---- | ---- |
| 320  | ↗331 |